# Von-Düring-Kaserne
Die Von-Düring-Kaserne (bis Mai 1945 Fliegerhorst-Kaserne, vom 18. Juli 1964 bis 8. Juni 2020 Lent-Kaserne) ist eine nordwestlich von Rotenburg (Wümme) gelegene Kaserne der Bundeswehr. Stationiert sind hier das Jägerbataillon 91 (seit Juli 2015), die 3. Kompanie des Versorgungsbataillon 141 und das Sanitätszentrum Rotenburg.
Das Fernmelderegiment 1 war dort von 1994 bis zu seiner Auflösung Mitte 2015 stationiert; auch das Logistikbataillon 3 wurde 2015 aufgelöst.

## Geschichte
Die Kaserne wurde 1936 im Zuge der Aufrüstung der Wehrmacht als Luftzeugamt mit Flugplatz errichtet. Noch im Dezember des Jahres 1936 konnte für die ersten Gebäude das Richtfest gefeiert werden. Und schon am 30. Januar des Folgejahres zogen die ersten Soldaten in die Kaserne ein. Die Liegenschaft sollte ein Luftzeugamt beherbergen, daran angebunden wurde ein Fliegerhorst errichtet. Als Deckname für den Flugplatz legte man "Seebad" fest. Der südliche Teil des Areals ist zum Flugfeld ausgebaut worden. Der Flugbetrieb wurde auf Grasnarbe abgewickelt. Nördlich an das Flugfeld angrenzend entstand der Hallenbereich mit fünf Hangars und einer Werfthalle. Der Vorfeldbereich war betoniert. Hinter den Hallen baute man den Arbeitsbereich mit diversen Gebäuden, die Werkstätten beherbergten. Daran schloss sich in der Osthälfte der Verwaltungs- und Wohnbereich an. Hier sind unter anderem Stabsgebäude, Unterkunftsblocks, Heizwerk, Fernmeldebunker und auch ein Freibad gebaut worden. Am westlichen Rand errichtete die Luftwaffe einen Depotbereich mit Lagerhäusern für den Bedarf des Luftzeugamtes. Auch in der nördlichen Ecke der Liegenschaft wurden weitere Lagerhäuser gebaut. Zum Schutz gegen feindliche Luftangriffe ist im weiteren Umfeld der Anlage eine Flak-Stellung errichtet worden. Sie befand sich auf dem Bullerberg bei Westerholz, ca. 4 km nordöstlich des Flugplatzes gelegen.
Das Luftzeugamt verlegte bereits 1939 nach Liegnitz in Schlesien. Danach verblieben an logistischen Einrichtungen nur die Flugzeugwerft und ein Flak-Park in Rotenburg. Nun folgte aber erstmals die Belegung mit fliegenden Verbänden. Vom November 1939 bis zum Januar 1940 lag hier die III. Gruppe des Sturzkampfgeschwader 2 "Immelmann", ausgerüstet mit Junkers Ju 87. Vom 15. Dezember 1939 bis 15. Februar 1940 befand sich auch die Kampfgruppe 100 mit Heinkel He 111H Bombern in Rotenburg.
Für die Zeit danach sind keine weiteren Belegungen verzeichnet. In der letzten Hälfte des Zweiten Weltkrieges befanden sich dagegen fast ständig Jagdverbände auf dem Horst. Die permanent zunehmende Bedrohung durch einfliegende alliierte Bomberflotten war Anlass dafür. Die Belegung länger stationierter Gruppen im Einzelnen:
- 25. Dezember 1943 – 26. Februar 1944 II./JG 3 "Udet" mit Messerschmitt Bf 109G Jägern,
- 29. Februar 1944 – 6. Juni 1944 I./JG 11 mit Focke-Wulf Fw 190A,
- 12. Juli 1944 – 11. August 1944 III./ JG 4 mit Bf 109G.

Mit dieser Ansammlung von Jagdmaschinen kam der Flugplatz selber natürlich auch in das Visier der Alliierten. Einen Tag nach Pfingsten 1944 wurde ein schwerer Luftangriff auf den Flugplatz geflogen. Neben größeren Sachschäden waren über 100 Tote zu beklagen.
Der Zweite Weltkrieg endete für Rotenburg mit dem Einmarsch britischer Truppen. Der Flugplatz wurde am 22. April 1945 besetzt.
1945 bis 1958 nutzten die britischen Streitkräfte die Kaserne als Werkstattkaserne für die 31. Panzerwerkstattgruppe und später für die 17. Infanteriewerkstattgruppe. Danach übernahm die Bundeswehr den Standort als Heeresflugplatz für eine Instandsetzungsstaffel und eine Ausbildungsstaffel. Ab Mitte der 1960er Jahre zog das Fernmeldebataillon 120 „Elektronische Kampfführung“ in die Kaserne. Ebenfalls war zuvor das 2. Flugabwehrraketenbataillon 31 dorthin eingezogen. Den Namen Lent-Kaserne erhielt die Kaserne am 18. Juli 1964. Nach der Deutschen Wiedervereinigung verließen Anfang der 1990er die Heeresflieger und Flugabwehrgruppen die Kaserne und der Flugplatz wurde für zivile Zwecke ausgegliedert. In einigen ausgegliederten Liegenschaften befindet sich daneben heute das Technische Hilfswerk. Die Kaserne beheimatete bis 2015 das Fernmeldebataillon 1 (seit 2006 Fernmelderegiment 1) und den Stab sowie die erste, dritte und vierte Kompanie des Logistikbataillons 3 (zuvor Stab sowie die erste und vierte Kompanie des Instandsetzungsbataillons 3). Im Rahmen der Neuausrichtung des Heeres wurden diese Verbände im Jahr 2015 aufgelöst.
Seit dem 1. Juni 2015 sind hier das Jägerbataillon 91, die 3. Kompanie Versorgungsbataillon 141 sowie das Sanitätsversorgungszentrum Rotenburg stationiert. Daneben befindet sich hier das Bundeswehr-Dienstleistungszentrum Rotenburg (Wümme).
Seit dem 8. Juni 2020 heißt die Kaserne von-Düring-Kaserne.

## Namensgebung
Benannt war die Kaserne lange nach Oberst Helmut Lent, einem Jagdflieger und Nachtjäger der Luftwaffe im Zweiten Weltkrieg. Die Benennung erfolgte auf Betreiben des früheren Vorgesetzten Lents Josef Kammhuber im Jahre 1964. Im Oktober 2019 wurde eine Umbenennung in Von-Düring-Kaserne nach Johann Christian von Düring vorgeschlagen.
Die Umbenennung trat mit dem 8. Juni 2020 in Kraft.